# 小悪魔ヘヴン
『小悪魔ヘヴン』（コアクマヘヴン）は、2009年6月10日にGACKTが発表した楽曲、および同曲を収録したシングル。通算31枚目のシングルである。

## 概要
- ソロデビュー10周年を記念した4週連続リリースの1週目に発売され、「THE 1st HEAVEN」と冠されている。
- ジャケット写真ではGACKT本人が女装を披露[1]。荒木さやかや早川沙世を始めとする『小悪魔ageha』のモデル総勢15名の中に“アゲ嬢”に扮したGACKTが混ざっている[2]。女装をしたきっかけは、4週連続リリースにあたり、1作目のシングルでなにか面白いことができないかという遊び心から女装と言う考えが浮かんだという。
- ファンクラブ限定の「Dears限定盤」のジャケットでは、女装したGACKTのアップ写真が用いられている。また、ファンクラブから発売された4作品の限定盤を全て購入すると、ライブ写真が浮かび上がる観音開き型CDケースがプレゼントされる。
- このシングルより名義をそれまでの“Gackt”から大文字の“GACKT”に変更している。

## 収録曲
- 全作詞作曲:GACKT.C

1. 小悪魔ヘヴン (3:50)
「だいぶイっちゃってる女の子」を主人公にした楽曲で、ライブでは振付が存在する。
後に、リミックスアルバム『GACKTracks -ULTRA DJ ReMIX-』にてリミックスバージョンで収録された。
2. My Father's Day (4:08)
ライブでは、Gacktがギターを演奏している。
3. 小悪魔ヘヴン (Instrumental)
4. My Father's Day (Instrumental)

## 参加ミュージシャン
- GACKT:ボーカル、全曲作詞&作曲
- Chachamaru:ギター、準プロデューサー
- YOU:ギター、プログラミング&マニピュレーター(#1)
- Ikuo:ベース
- 淳士:ドラム (#2)
- Tsugumichi "ATW" Takagi:プログラミング&マニピュレーター (#1)
- 菊池大輔:プログラミング&マニピュレーター (#2)
- 大久保晶文:ストリングスアレンジ (#2)

## 楽曲の収録アルバム
- RE:BORN (#1、#2)
- THE ELEVENTH DAY 〜SINGLE COLLECTION〜 (#1)
- BEST OF THE BEST vol.1 -MILD- (#1)
- GACKTracks -ULTRA DJ ReMIX- (#1、リミックスバージョン)